# كين راش
كين راش (بالإنجليزية: Ken Rush)‏ هو سائق سباق أمريكي، ولد في 21 سبتمبر 1931 في هاي بوينت في الولايات المتحدة، وتوفي بنفس المكان في 21 سبتمبر 2011 بسبب سكتة.